# Shining in the Darkness
Shining in the Darkness, lançado no Japão como Shining and the Darkness (シャイニング&ザ・ダクネス, Shainingu & za Dakunesu), é um RPG eletrônico lançado para o console Mega Drive/Genesis. Foi um dos primeiros RPGs lançados na plataforma, e o jogo que deu início à extensa franquia Shining.
Em 13 de agosto de 2007, o jogo foi re-lançado para o Wii através do Virtual Console na América do Norte, e em 7 de setembro de 2007 na Europa. O jogo também está disponível no Sonic's Ultimate Genesis Collection para Xbox 360 e PlayStation 3.

## Jogabilidade
Shining in the Darkness é um RPG no estilo "dungeon crawler". O jogo coloca o jogador no controle do personagem principal e seus dois amigos (Pyra e Milo), explorando labirintos tridimensionais e travando batalhas baseadas em rodadas.
O jogo consiste em interação com a história, exploração, combates aleatórios, e lutas predefinidas com chefes. O combate funciona de forma similar a outros RPGs da época como Dragon Quest (ou, mais especificamente, Wizardry). Além disso, os labirintos contêm três personagens que podem ser resgatados. Resgatá-los é opcional; o curso da história é alterado se o jogador localiza e resgata esses personagens em segurança. Um elemento inovador do jogo é seu sistema de menus baseado em ícones. Esses menus são usados em combate, gerenciamento de inventário, e interação com NPCs em aldeias.

## Enredo
Shining in the Darkness se passa no Reino de Thornwood. A filha do rei e o pai do personagem principal desapareceram, e o vil feiticeiro Mephisto (Erroneamente traduzido na versão americana como Dark sol porém não confundir com o vilão do jogo Shining Force, Darksol) aparece colocando o reino em perigo. O personagem principal é encarregado com a missão de encontrar os Arms of Light, resgatar a princesa, seu próprio pai, e impedir os planos de Mephisto.
Em Shining Force Gaiden: Final Conflict, é revelado que Mephisto é o filho de Darksol e Mishaela, viões de Shining Force: The Legacy of Great Intention. Com a derrota de Darksol, seu filho é banido por Oddeye, o mais notável arquirrival do Grande Demônio de Darksol, Zeon. Logo, o papel de Mephisto em Shining in the Darkness o coloca no cânone em algum momento após os eventos de Shining Force II.

## Desenvolvimento
A Sega alocou o menos possível de seus recursos oferecidos a desenvolvedores externos para a criação de Shining in the Darkness. Em entrevista em 2009, Hiroyuki Takahashi (reconhecido por "escrever" e produzir o jogo) relembra:
| “ | Como estávamos com recursos tão limitados, eu fiz quase todo o trabalho [em Shining in the Darkness], com exceção da programação e dos gráficos. Eu suponho que o conceito básico por trás de Darkness era o "realismo". Imaginei que seria empolgante se o jogador pudesse realmente percorrer por um mundo de fantasia, andar por aí, explorar casas velhas, calabouços, e outros lugares. Era essencialmente uma continuação da empolgação que se tinha ao percorrer por calabouços em jogos antigos como Wizardry. E quando falo em "realismo" não me refiro a verdadeiro realismo - me refiro à sensação de que se está avançando por entre casas e labirintos de verdade, com a mesma sensação aplicada durante os combates. | ” |

## Recepção
A revista Sega Pro analisou o jogo em 1991 e o deu uma pontuação de 93%, descrevendo o RPG como "superior a todos os outros RPGs de seu estilo", elogiando sua detalhada "preparação dos cenários", gráficos avançados (que incluíam redimensionamento de sprites e efeitos de superfícies líquidas), conversações entre personagens, sonoplastia (em particular em torno de tavernas), fator replay ("Cada vez que jogá-lo, será diferente"), e seu inovador sistema de menus baseado em ícones. A Computer Gaming World comparou Shining a Dungeon Master, e citou favoravelmente o sistema de combate e as animações. A revista concluiu, no entanto, que o jogo era uma "aventura hack-and-slash" superior a outras no Mega Drive, mas inferior a RPGs de computador. Os críticos da Dragon elogiaram a interface suave do jogo e o deram 4 entre 5 estrelas, dizendo que ele "combina os ícones e o combate de Phantasy Star III, a perspectiva em primeira pessoa de Phantasy Star I, e os gráficos aproximados de Phantasy Star II." A Mega colocou o jogo na 28ª posição dos seus melhores jogos para Mega Drive de todos os tempos.

## Legado
Shining in the Darkness é considerado por muitos historiadores de jogos eletrônicos um pioneiro dos RPGs japoneses para consoles, especialmente no território europeu que não receberia um jogo Final Fantasy até seis anos depois de Darkness ter feito sua estreia na região. Uma das principais inovações do jogo foi sua introdução de um sistema de menus que giram em torno de ícones, possivelmente inspirado pelo RPG Phantasy Star III: Generations of Doom (1990). O jogo também marcou o início da extensa série Shining.